# Ballus chalybeius
Espèce
Synonymes
- Aranea chalybeia Walckenaer, 1802
- Aranea depressa Walckenaer, 1802 nec Razoumowsky 1789
- Ballus depressus (Walckenaer, 1802)
- Salticus annulipes Latreille, 1819
- Salticus brevipes Hahn, 1832
- Salticus heterophthalmus Wider, 1834
- Euophrys suralis C. L. Koch, 1837
- Salticus obscurus Blackwall, 1850
- Attus quinquefoveolatus Doleschall, 1852
- Attus biimpressus Doleschall, 1852
- Attus seguipes Simon, 1868

Ballus chalybeius est une espèce d'araignées aranéomorphes de la famille des Salticidae.

## Distribution

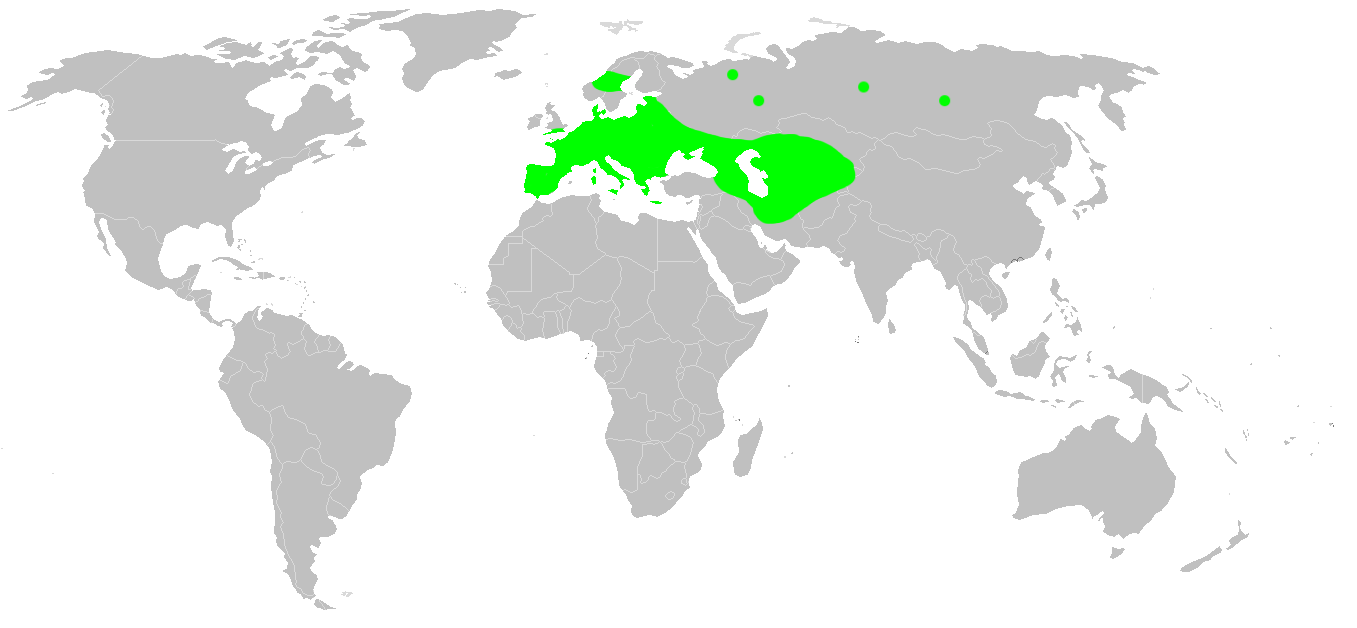
Distribution

Cette espèce se rencontre en Europe, en Afrique du Nord et jusqu'en Asie centrale.
Elle est très commune en Europe centrale. Elle a été introduite dans certaines zones de l'Oural et de la Sibérie.

## Habitat
Cette espèce vit dans l'herbe ou en lisière des forêts, où elle apprécie les buissons ou les feuilles, spécialement celles des chênes.

## Description
Les mâles mesurent de 2,7 à 3,6 mm et les femelles de 3 à 3,4 mm.

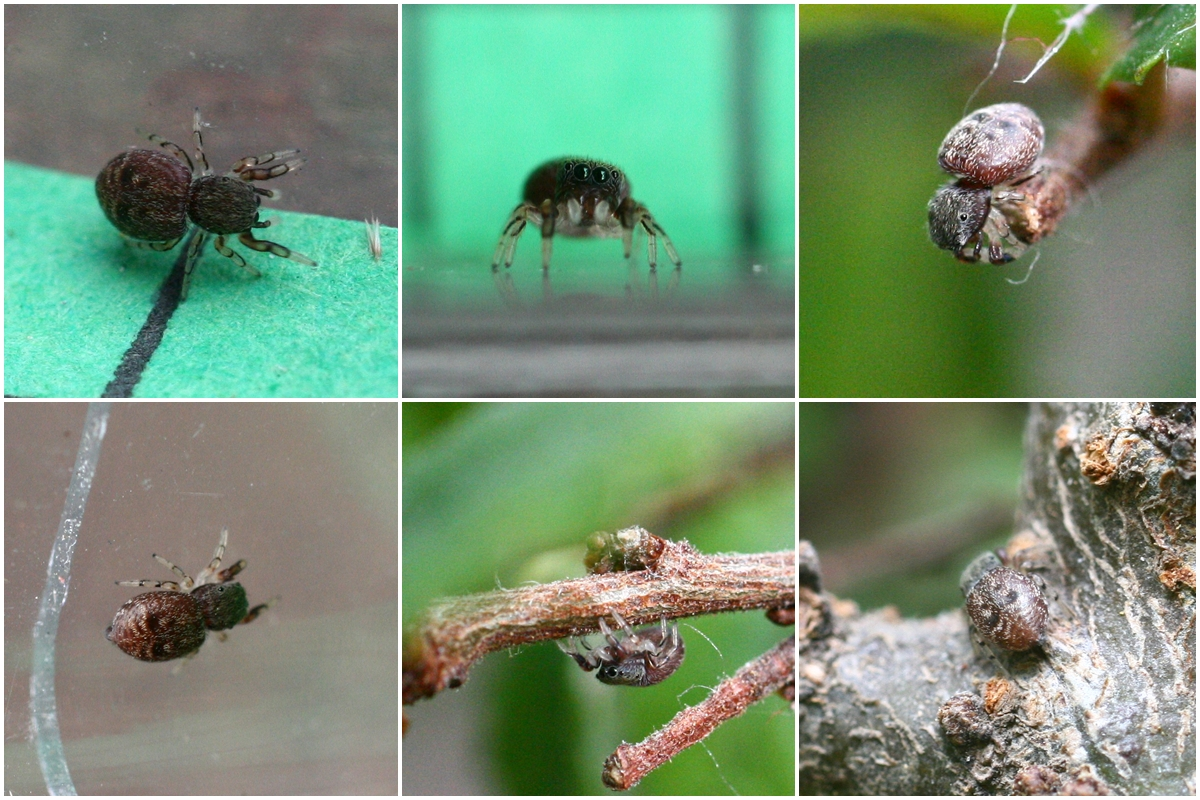
Ballus chalybeius

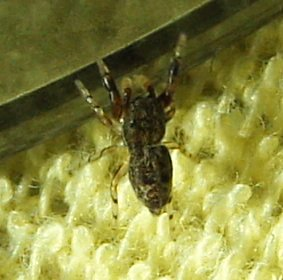
Ballus chalybeius

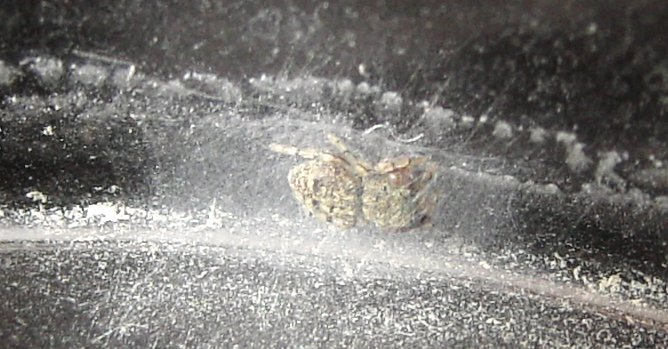
Ballus chalybeius

Sa carapace est brun foncé avec quelques marques plus claires. L'opisthosome fuselé est bien démarqué du céphalothorax. Les quatre paires de pattes (pédipalpes) sont jaunâtres, la paire antérieure étant brun foncé chez les mâles. Cette espèce se distingue par ses anneaux aux traces noires le long des segments de ses pattes.

## Systématique et taxinomie
C'est l'espèce type du genre Ballus. Elle a été décrite par l'arachnologiste français Charles Athanase Walckenaer (1771-1852) en 1802 sous le protonyme Aranea depressa. Elle a longtemps été appelée Ballus depressus.

## Publication originale
- Walckenaer, 1802 : Faune parisienne, Insectes. ou Histoire abrégée des insectes des environs de Paris. Paris, vol. 2, p. 187-250 (texte intégral).